# Violet Bidwill Wolfner
Violet Fults Bidwill Wolfner (geboren am 10. Januar 1900 in Red Bud, Illinois; gestorben am 29. Januar 1962 in Miami Beach) wurde nach dem Tod ihres Ehemannes Charles Bidwill Eigentümerin des NFL-Franchise Chicago Cardinals. Sie war die erste Frau, die eine solche Mannschaft besaß.

## Leben
Der Vater von Violet Fults starb früh. In den 1920er Jahren lernte sie den Chicagoer Geschäftsmann Charles Bidwill kennen und die beiden heirateten. Die beiden Söhne Charles „Stormy“ Bidwill Jr. (geboren 1928) und William (Bill) Bidwill (1931–2019) wurden als Babys adoptiert.
In die Öffentlichkeit trat die scheue Frau erst nach dem Tod von Charles Bidwill am 19. April 1947. Da die beiden Söhne noch minderjährig waren bzw. sich in der Ausbildung befanden, übernahm Violet Bidwill die Kontrolle über das Erbe. Dazu gehörte unter anderem das NFL-Team der Chicago Cardinals. Unterstützt wurde sie dabei durch den Präsidenten Ray Bennigsen. Am 28. September 1949 heiratet sie den Geschäftsmann Walter H. S. Wolfner (1898–1971). Dieser begann daraufhin die Kontrolle über das Vermögen, und damit dem NFL-Franchise, zu übernehmen. Formal waren ab 1951 die Söhne als Präsident und Vizepräsident des Franchise eingesetzt. Wolfner selbst agierte als General Manager. Ab diesem Zeitpunkt verschlechterte sich das Verhältnis zum Teameigner der Chicago Bears, George Halas, dem anderen NFL-Franchise in Chicago. Schließlich führte das Zerwürfnis dazu, dass 1960 das Franchise nach St. Louis umzog. In diesem Zusammenhang verkaufte Violet Bidwill Wolfner 10 % der Anteile an den Brauereiunternehmer Joseph Griesedieck (Falstaff Brewing Corporation).
Am 29. Januar 1962 verstarb Violet Bidwill Wolfner an einer Penicillin-Unverträglichkeit. In ihrem Testament wurde ihr Vermögen von rund 3 Millionen Dollar an ihre beiden Söhne vermacht und Wolfner wurde nur vier Ölquellen in Oklahoma zugesprochen. In der Folge klagte Wolfner gegen das Testament und machte die Adoption der beiden Söhne bekannt. Diese selbst wussten bis dahin nichts von diesem Umstand. Neben dem NFL-Team vermachte sie ihren Söhnen die Pferderennbahn Sportman’s Park in Chicago sowie mehrere Hunderennbahnen in Florida.
Violet Bidwill besaß eine Garderobe von über 25.000 Teilen, unter anderem mehr als 1.000 Kleider und über 1.500 Schuhe. Die dreitägige Auktion im November 1963 erbrachte einen Ertrag von 40.000 Dollar.
Sie ist einem Familiengrab auf dem Queen of Heaven Catholic Cemetery in Hillside (Illinois) bestattet.